# NK Nur Zagreb
NK Nur je nogometni klub iz Zagreba. Natječe se u 1. Zagrebačkoj nogometnoj ligi.

## Povijest
NK Nur osnovala su braća Faris i Tarik Pličanić 3. siječnja 2000. godine (27. ramazana 1420.  godine) na osnivačkoj skupštini u prostorijama Islamske zajednice Zagreb, odnosno Omladinskom klubu Zagreb.
Klub se nalazi u zagrebačkom naselju Borovje.
Prvi predsjednik bio je Faris Pličanić, ime kluba osmislio je Tarik Pličanić, a znači svjetlost. Grb kluba izradio je Mirza Serdarević, voditelj OKM-a.

## Poznati igrači
- Domagoj Abramović

## Vanjske poveznice
- NK Nur
- ZNS-popis klubova
- Profil, HNS Semafor